# Gymnelema vinctus
Gymnelema vinctus is een vlinder uit de familie van de zakjesdragers (Psychidae). De wetenschappelijke naam van deze soort is voor het eerst gepubliceerd in 1865 door Francis Walker.
De soort komt voor in Mozambique, Zimbabwe en Zuid-Afrika.